# Чаплыгинский район
Чаплы́гинский райо́н — административно-территориальная единица (район) и муниципальное образование (муниципальный район) на северо-востоке Липецкой области России.
Административный центр — город Чаплыгин.

## География
Площадь 1490 км². Район граничит с Рязанской и Тамбовской областями, а также с Лев-Толстовским и Добровским районами Липецкой области.
Основные реки — Становая Ряса, Ранова.

## История
Раненбургский район образован 30 июля 1928 года в составе Центрально-Чернозёмной области (ЦЧО) (до 1930 входил в Козловский округ). После разделения ЦЧО 31 декабря 1934 года вошёл в состав Воронежской.
20 октября 1933 года Президиум ВЦИК постановил «Перечислить Люблинский и Зыковский сельсоветы Лев-Толстовского района в Раненбургский район»*
26 сентября 1937 года — включён во вновь образованную Рязанскую область. 1 марта 1944 года часть территории Раненбургского района была передана в новый Колыбельский район. В 1948 году переименован в Чаплыгинский район. После образования 6 января 1954 года Липецкой области включён в её состав.
4 июля 1956 года в состав Чаплыгинского района включена часть упразднённого Колыбельского района. 1 февраля 1963 также упразднённый Троекуровский район вошёл в Чаплыгинский.

## Официальные символы района
Герб Чаплыгинского района утвержден Решением восьмой сессии Чаплыгинского районного Совета депутатов от 22 декабря 2004 года, № 103.
Флаг Чаплыгинского района утверждён Решением Чаплыгинского районного Совета депутатов от 22 декабря 2004 года № 104 «О флаге муниципального образования „Чаплыгинский район“».

## Население
| 1939    | 1959    | 1970    | 1979    | 1989    | 2002    | 2009    |
| ------- | ------- | ------- | ------- | ------- | ------- | ------- |
| 72 554  | ↘51 777 | ↗57 145 | ↘46 406 | ↘39 832 | ↘36 069 | ↘33 089 |
| 2010    | 2011    | 2012    | 2013    | 2014    | 2015    | 2016    |
| ↘32 704 | ↘32 604 | ↘32 141 | ↘31 637 | ↘31 176 | ↘30 910 | ↘30 577 |
| 2017    | 2018    | 2021    |         |         |         |         |
| ↘30 455 | ↘30 233 | ↗30 536 |         |         |         |         |

### Урбанизация
В городских условиях (город Чаплыгин) проживают 37,92 % населения района.

### Национальный состав
По итогам переписи населения 2020 года проживали следующие национальности (национальности менее 0,1 % и другое, см. в сноске к строке «Другие»):
| Национальность | Численность, чел. | Доля     |
| -------------- | ----------------- | -------- |
| Русские        | 28 358            | 92,87 %  |
| Цыгане         | 556               | 1,82 %   |
| Армяне         | 259               | 0,85 %   |
| Азербайджанцы  | 169               | 0,55 %   |
| Украинцы       | 87                | 0,28 %   |
| Таджики        | 86                | 0,28 %   |
| Молдаване      | 51                | 0,17 %   |
| Татары         | 40                | 0,13 %   |
| Узбеки         | 31                | 0,10 %   |
| Лезгины        | 31                | 0,10 %   |
| Другие         | 868               | 2,85 %   |
| Итого          | 30 536            | 100,00 % |

## Административно-муниципальное устройство
Чаплыгинский район, в рамках административно-территориального устройства области, включает 23 административно-территориальных единиц, в том числе 1 город районного значения и 22 сельсовета.
Чаплыгинский муниципальный район, в рамках организации местного самоуправления, включает 23 муниципальных образования, в том числе 1 городское и 22 сельских поселения:
| №        | Муниципальное образование | Административный центр | Количество населённых пунктов | Население, чел. | Площадь, км² |
| -------- | ------------------------- | ---------------------- | ----------------------------- | --------------- | ------------ |
| 1e-06    | Городское поселение:      |                        |                               |                 |              |
| 1        | город Чаплыгин            | город Чаплыгин         | 1                             | ↘11 579         | 19,99        |
| 1.000002 | Сельские поселения:       |                        |                               |                 |              |
| 2        | Братовский сельсовет      | село Братовка          | 5                             | ↘705            | 90,12        |
| 3        | Буховской сельсовет       | село Буховое           | 4                             | ↗535            | 100,60       |
| 4        | Ведновский сельсовет      | село Ведное            | 12                            | ↗503            | 109,44       |
| 5        | Демкинский сельсовет      | село Демкино           | 1                             | ↘400            | 37,14        |
| 6        | Дубовской сельсовет       | село Дубовое           | 2                             | ↘1235           | 138,87       |
| 7        | Жабинский сельсовет       | село Жабино            | 4                             | ↘337            | 47,42        |
| 8        | Зенкинский сельсовет      | село Зенкино           | 5                             | ↗741            | 91,97        |
| 9        | Истобенский сельсовет     | село Истобное          | 3                             | ↗358            | 51,70        |
| 10       | Колыбельский сельсовет    | село Колыбельское      | 3                             | ↗1085           | 52,28        |
| 11       | Конюшковский сельсовет    | село Конюшки           | 4                             | ↘357            | 54,49        |
| 12       | Кривополянский сельсовет  | село Кривополянье      | 1                             | ↗5220           | 56,30        |
| 13       | Лозовский сельсовет       | деревня Лозовка        | 6                             | ↗489            | 50,41        |
| 14       | Ломовской сельсовет       | село Ломовое           | 3                             | ↗547            | 26,52        |
| 15       | Люблинский сельсовет      | село Топтыково         | 3                             | ↘375            | 68,68        |
| 16       | Новополянский сельсовет   | село Новополянье       | 7                             | ↘817            | 54,57        |
| 17       | Петелинский сельсовет     | село Новое Петелино    | 10                            | ↗388            | 79,40        |
| 18       | Пиковский сельсовет       | село Пиково            | 3                             | ↘491            | 70,63        |
| 19       | Соловской сельсовет       | село Соловое           | 2                             | ↘432            | 57,50        |
| 20       | Троекуровский сельсовет   | село Троекурово        | 6                             | ↘838            | 78,10        |
| 21       | Урусовский сельсовет      | село Урусово           | 8                             | ↘272            | 65,95        |
| 22       | Шишкинский сельсовет      | посёлок Рощинский      | 7                             | ↗1542           | 66,46        |
| 23       | Юсовский сельсовет        | село Юсово             | 3                             | ↗1290           | 51,17        |

## Населённые пункты
В Чаплыгинском районе 103 населённых пункта.
| №   | Населённый пункт         | Тип          | Население | Муниципальное образование |
| --- | ------------------------ | ------------ | --------- | ------------------------- |
| 1   | Архангельское            | деревня      | ↘1        | Петелинский сельсовет     |
| 2   | Батыревский              | посёлок      | 0         | Буховской сельсовет       |
| 3   | Большое Петелино         | деревня      | ↘149      | Ломовской сельсовет       |
| 4   | Большой Снежеток         | село         | ↘154      | Юсовский сельсовет        |
| 5   | Борщевка                 | деревня      | 28        | Петелинский сельсовет     |
| 6   | Борщевка Государственная | деревня      | ↘6        | Петелинский сельсовет     |
| 7   | Братовка                 | село         | ↘399      | Братовский сельсовет      |
| 8   | Бутырки                  | деревня      | ↘11       | Ведновский сельсовет      |
| 9   | Буховка                  | деревня      | 50        | Буховской сельсовет       |
| 10  | Буховое                  | село         | ↘369      | Буховской сельсовет       |
| 11  | Буховские Выселки        | хутор        | 8         | Зенкинский сельсовет      |
| 12  | Ведное                   | село         | ↗412      | Ведновский сельсовет      |
| 13  | Волково                  | деревня      | 9         | Ведновский сельсовет      |
| 14  | Волхонские Выселки       | село         | 1         | Юсовский сельсовет        |
| 15  | Воскресенское            | деревня      | 348       | Братовский сельсовет      |
| 16  | Выглядовка               | деревня      | 4         | Лозовский сельсовет       |
| 17  | Выселки                  | село         | 34        | Ведновский сельсовет      |
| 18  | Галкинский               | посёлок      | 0         | Новополянский сельсовет   |
| 19  | Горлово                  | село         | ↘13       | Петелинский сельсовет     |
| 20  | Городок                  | деревня      | 23        | Урусовский сельсовет      |
| 21  | Горюшки                  | деревня      | ↘0        | Люблинский сельсовет      |
| 22  | Дачный                   | посёлок      | 6         | Братовский сельсовет      |
| 23  | Дашино                   | село         | 10        | Ведновский сельсовет      |
| 24  | Демкино                  | село         | ↘400      | Демкинский сельсовет      |
| 25  | Демкинские Выселки       | деревня      | 1         | Колыбельский сельсовет    |
| 26  | Денисовка                | село         | 0         | Урусовский сельсовет      |
| 27  | Добровольный             | посёлок      | 20        | Зенкинский сельсовет      |
| 28  | Дубовое                  | село         | ↘1557     | Дубовской сельсовет       |
| 29  | Дуровщино                | село         | ↘98       | Люблинский сельсовет      |
| 30  | Епинетово                | деревня      | 0         | Троекуровский сельсовет   |
| 31  | Жабино                   | село         | ↘102      | Жабинский сельсовет       |
| 32  | Журавинки                | село         | ↘154      | Пиковский сельсовет       |
| 33  | Заново                   | ж.д. станция | ↘16       | Пиковский сельсовет       |
| 34  | Зареченский              | посёлок      | ↘0        | Ведновский сельсовет      |
| 35  | Зареченский              | посёлок      | ↗77       | Шишкинский сельсовет      |
| 36  | Заречная                 | деревня      | ↘28       | Истобенский сельсовет     |
| 37  | Заречье Ломовое          | село         | ↘127      | Жабинский сельсовет       |
| 38  | Зелёный Колодезь         | посёлок      | 0         | Шишкинский сельсовет      |
| 39  | Зенкино                  | село         | ↘492      | Зенкинский сельсовет      |
| 40  | Зорино                   | деревня      | ↘13       | Ведновский сельсовет      |
| 41  | Ивановка                 | село         | ↘33       | Ведновский сельсовет      |
| 42  | Истобное                 | село         | ↘314      | Истобенский сельсовет     |
| 43  | Калининский              | посёлок      | 62        | Буховской сельсовет       |
| 44  | Калиновка                | посёлок      | 7         | Шишкинский сельсовет      |
| 45  | Каревка                  | деревня      | 48        | Урусовский сельсовет      |
| 46  | Климово                  | село         | ↗36       | Ломовской сельсовет       |
| 47  | Колыбельское             | село         | ↘1041     | Колыбельский сельсовет    |
| 48  | Конюшки                  | село         | ↘443      | Конюшковский сельсовет    |
| 49  | Конюшковские Выселки     | деревня      | 0         | Конюшковский сельсовет    |
| 50  | Кривополянье             | село         | ↗5220     | Кривополянский сельсовет  |
| 51  | Кулики                   | деревня      | 15        | Конюшковский сельсовет    |
| 52  | Лапоток                  | деревня      | 3         | Лозовский сельсовет       |
| 53  | Лисоградка               | деревня      | 3         | Петелинский сельсовет     |
| 54  | Лозовка                  | деревня      | ↘149      | Лозовский сельсовет       |
| 55  | Ломовое                  | село         | ↘407      | Ломовской сельсовет       |
| 56  | Майково                  | деревня      | 72        | Жабинский сельсовет       |
| 57  | Майково                  | деревня      | 36        | Новополянский сельсовет   |
| 58  | Мелеховое                | деревня      | ↘34       | Колыбельский сельсовет    |
| 59  | Мураевка                 | деревня      | 43        | Новополянский сельсовет   |
| 60  | Набережное               | село         | ↘0        | Троекуровский сельсовет   |
| 61  | Нарышкино                | село         | ↘300      | Лозовский сельсовет       |
| 62  | Никольское               | деревня      | ↘42       | Братовский сельсовет      |
| 63  | Никольское               | село         | ↘58       | Троекуровский сельсовет   |
| 64  | Новое Петелино           | село         | ↘265      | Петелинский сельсовет     |
| 65  | Новопавловка             | деревня      | 24        | Новополянский сельсовет   |
| 66  | Новополянье              | село         | ↘721      | Новополянский сельсовет   |
| 67  | Новосеменовка            | деревня      | 20        | Петелинский сельсовет     |
| 68  | Ольшанские Выселки       | деревня      | 19        | Шишкинский сельсовет      |
| 69  | Орловка                  | деревня      | 48        | Лозовский сельсовет       |
| 70  | Пасеково                 | деревня      | 2         | Новополянский сельсовет   |
| 71  | Петелина                 | деревня      | 63        | Новополянский сельсовет   |
| 72  | Пиково                   | село         | ↗376      | Пиковский сельсовет       |
| 73  | Покровка                 | деревня      | 25        | Лозовский сельсовет       |
| 74  | Притыкино                | деревня      | ↘48       | Урусовский сельсовет      |
| 75  | Протасьево               | село         | ↘24       | Ведновский сельсовет      |
| 76  | Ржевка                   | деревня      | ↘231      | Шишкинский сельсовет      |
| 77  | Рощинский                | посёлок      | 1030      | Шишкинский сельсовет      |
| 78  | Руденки                  | деревня      | 0         | Троекуровский сельсовет   |
| 79  | Рязанка                  | деревня      | 14        | Урусовский сельсовет      |
| 80  | Садовая                  | деревня      | 64        | Жабинский сельсовет       |
| 81  | Свиридовка               | деревня      | 9         | Урусовский сельсовет      |
| 82  | Скуратовка               | деревня      | 3         | Петелинский сельсовет     |
| 83  | Смычка                   | посёлок      | 0         | Дубовской сельсовет       |
| 84  | Солнцево                 | село         | ↘139      | Соловской сельсовет       |
| 85  | Соловое                  | село         | ↘372      | Соловской сельсовет       |
| 86  | Старое Петелино          | село         | 2         | Петелинский сельсовет     |
| 87  | Сторожевая               | деревня      | 0         | Троекуровский сельсовет   |
| 88  | Струглево                | деревня      | 29        | Ведновский сельсовет      |
| 89  | Татищево                 | деревня      | ↘48       | Петелинский сельсовет     |
| 90  | Топтыково                | село         | ↘399      | Люблинский сельсовет      |
| 91  | Троекурово               | деревня      | ↘13       | Конюшковский сельсовет    |
| 92  | Троекурово               | село         | ↘971      | Троекуровский сельсовет   |
| 93  | Тупки                    | посёлок      | 211       | Зенкинский сельсовет      |
| 94  | Тютчево                  | деревня      | 0         | Ведновский сельсовет      |
| 95  | Урусово                  | ж.д. станция | 18        | Урусовский сельсовет      |
| 96  | Урусово                  | село         | ↘232      | Урусовский сельсовет      |
| 97  | Хавенка                  | посёлок      | 3         | Истобенский сельсовет     |
| 98  | Чаплыгин                 | город        | ↘11 579   | город Чаплыгин            |
| 99  | Чечеры                   | село         | ↘95       | Зенкинский сельсовет      |
| 100 | Шишкино                  | деревня      | 17        | Ведновский сельсовет      |
| 101 | Шишкино                  | село         | ↘99       | Шишкинский сельсовет      |
| 102 | Щербинино                | деревня      | 3         | Братовский сельсовет      |
| 103 | Юсово                    | село         | ↘1093     | Юсовский сельсовет        |

## Экономика
30 ноября 2006 года на территории района образована особая экономическая зона регионального уровня промышленно-производственного типа «Чаплыгинская» в связи с чем в Чаплыгинском районе ожидался промышленный бум.
Большие надежды района были связаны с уникальным горно-обогатительным комбинатом (ГОК) «Ранова», построенным возле села Урусово. Однако, на момент начала 2015 г., ГОК практически не функционирует (около трёх лет). В 2011 году австрийской фирмой «HAWLE» был построен завод по производству запорных конструкций. Другая новостройка — завод по производству полиэтиленовых шлангов для капельного полива.

## Транспорт
Через район проходят Чаплыгинское шоссе, а также магистраль, которая выходит на магистраль Москва — Волгоград.
В Чаплыгине находится крупный железнодорожный узел — станция Раненбург.